# Deuterodon iguape
Deuterodon iguape är en fiskart som beskrevs av Eigenmann, 1907. Deuterodon iguape ingår i släktet Deuterodon och familjen Characidae. Inga underarter finns listade i Catalogue of Life.